# 低鰭鯧屬
低鰭鯧屬（学名：Peprilus）為條鰭魚綱鯖形目鯧科的一屬。本屬物種主要分布於大西洋西部及東太平洋、美洲大陸兩岸的熱帶及亞熱帶海域。

## 分類
本屬已知魚種有九種，如下：
- 海灣低鰭鯧 Peprilus burti Fowler, 1944
- 圓鋸低鰭鯧 Peprilus crenulatus Cuvier, 1829
- 中間低鰭鯧 Peprilus medius （Peters, 1869）
- 卵形低鰭鯧 Peprilus ovatus Horn, 1970
- 北方低鰭鯧 Peprilus paru （Linnaeus, 1758）：又稱北大西洋低鰭鯧。
- 太平洋低鰭鯧 Peprilus simillimus （Ayres, 1860）
- 史氏低鰭鯧 Peprilus snyderi Gilbert & Starks, 1904
- 三刺低鰭鯧 Peprilus triacanthus （Peck, 1804）
- 黃尾低鰭鯧 Peprilus xanthurus  (Quoy & Gaimard, 1825)

## 分布
本屬分佈於大西洋西部及東太平洋的熱帶至亞熱帶海域，部分水深可達400公尺。其中北方低鰭鯧、海灣低鰭鯧、圓鋸低鰭鯧、黃尾低鰭鯧及三刺低鰭鯧生存於大西洋西部，而中間低鰭鯧、卵形低鰭鯧、太平洋低鰭鯧及史氏低鰭鯧則分布於東太平洋。